# Theorie van Kohlberg
De theorie van Lawrence Kohlberg is een bekende theorie over morele ontwikkeling. Kohlberg bouwde voort op het werk van de Zwitserse psycholoog Jean Piaget en verdeelde de morele ontwikkeling in drie niveaus, met elk twee fases. Volgens Kohlberg doorloopt iedereen deze niveaus in vaste volgorde. Volgens Kohlberg is iemand moreel volwassen als die het postconventionele niveau bereikt. Maar slechts één op de vier volwassenen zou daar echt komen.

## Fasen van morele ontwikkeling

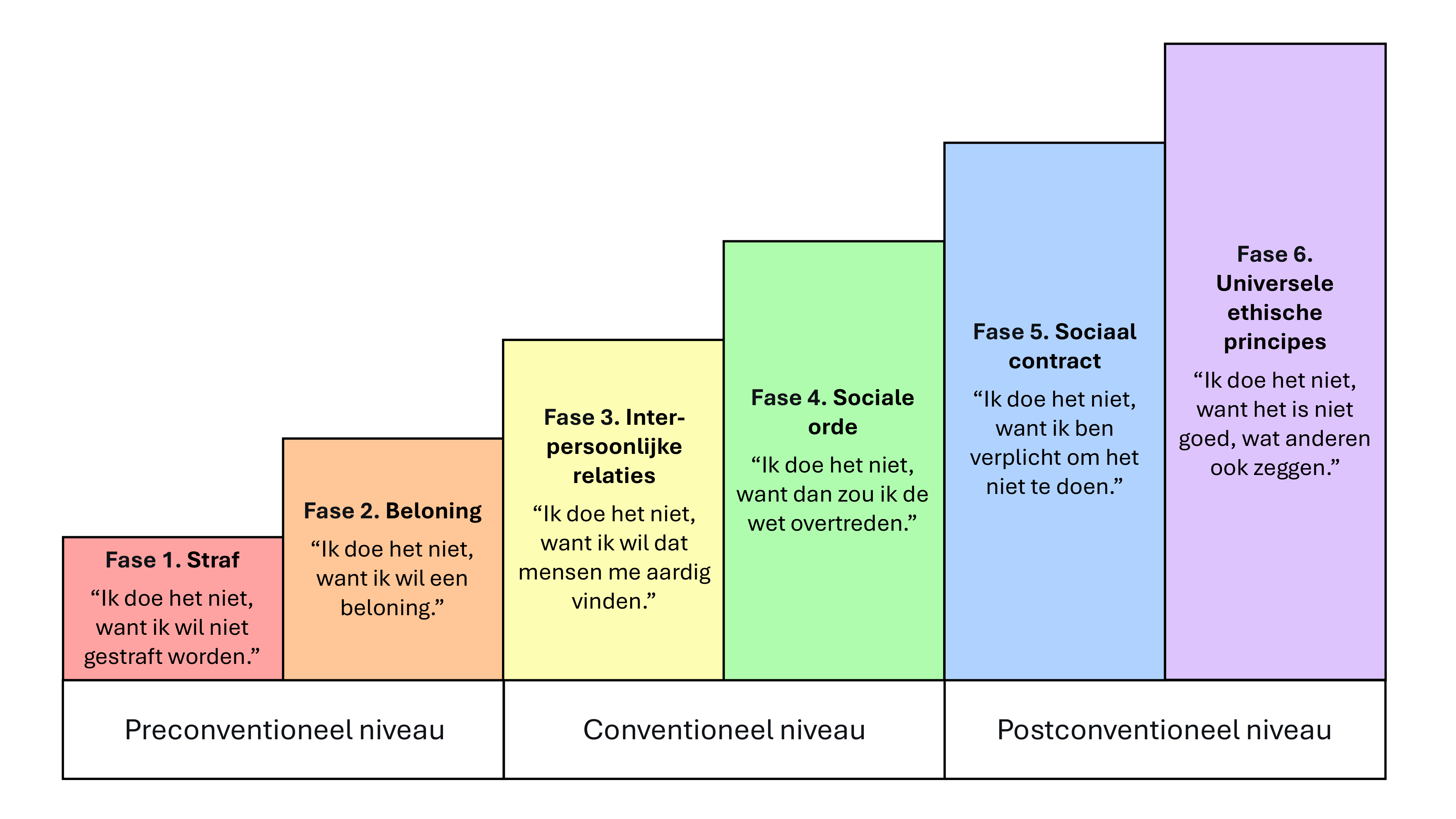
De zes stadia van morele oordeelsvorming volgens de classificatie door Lawrence Kohlberg

### Niveau 0. Premoraliteit
Goed is wat plezierig is.
Wat pijn doet of angst veroorzaakt, is slecht. Een kind heeft in zijn eerste levensjaren nog geen ethisch besef. Ze kennen geen onderscheid tussen goed en slecht. Wat hen gelukkig maakt, is goed. Het kind gaat instinctief reageren en hier niet over nadenken.

### Niveau 1. Preconventioneel niveau
Fase 1. Goed of fout wordt bepaald door straf of beloning.
Men doet alles om straf te vermijden. Zo denkt het individu niet na over de inhoud, maar enkel aan het doel. Iemand wil bijvoorbeeld dvd's stelen, maar ziet aan de uitgang een bewakingsagent. Ze bergt de dvd's weer op. Dit doet ze niet omdat ze beseft dat het 'slecht' is. Ze wil gewoon straf vermijden en zo ook niet in conflict komen met haar externe autoriteit (ouders). Het minimum wordt bereikt; iedereen is gelukkig maar het eigenlijke doel wordt niet bereikt.
Fase 2. Het draait om wat goed is voor iemand zelf, eigenbelang staat centraal.
Men gaat in deze fase ook nog niet ethisch denken. Iemand doet iets voor een ander omdat hij/zij dan iets moet terug doen. Eigenbelang staat in deze fase centraal. Iemand wil bijvoorbeeld naar een feestje, maar diegene moet babysitten op zijn kleine broertje. Hij geeft zijn broertje pizza en film, zodat hij zelf weg kan gaan. Deze persoon doet dit enkel uit eigenbelang. Het eigenlijke doel of essentie wordt weer niet bereikt; men gaat niet babysitten. Om dit te bereiken moet men onderhandelen.

### Niveau 2. Conventioneel niveau
Fase 3. Iets is goed als mensen om je heen het goed vinden.
Men geeft zijn identiteit op, maar de essentie wordt wel bereikt. Er wordt eerst gekeken naar naar anderen voordat er een besluit wordt gekomen en hier wordt aan aangepast. Dit kan leiden tot negatieve gevolgen. Een punker verandert zijn uiterlijk en gedrag bijvoorbeeld om een baan te bemachtigen. Hij voelt zich niet goed in zijn vel, maar anders zou hij niet voldoen aan de criteria. Het doel is bereikt; hij bemachtigt de functie.
Fase 4. Men volgt wetten en regels omdat die belangrijk zijn voor de samenleving.
Het doel in deze fase is het optimaal functioneren in een samenleving. Hierbij is er nood aan regelgeving in de maatschappij. Deze regelgeving is gericht op het doel. Men leeft de wetten na op de letter en houdt geen rekening met de geest. Men gaat de wetten verstrengen en verinnerlijken. Het einddoel wordt uit het oog verloren, of er treden conflicten op met het einddoel. Indien de wet wordt uitgevoerd naar de letter, heeft men de mogelijkheid zich te verschuilen achter de ander. Hierbij schuift men de schuld in iemand anders zijn schoenen. De leerkracht zegt bijvoorbeeld: "Het ligt niet aan mij, de directeur heeft deze regel opgelegd."

### Niveau 3. Postconventioneel niveau
Fase 5. Men vormt zijn eigen waarden en kijkt kritisch naar regels.
Een eigen waardepatroon ontwikkelen is niet gelijk aan je zin doen. Men stelt zichzelf de vraag of men de wet altijd naar de letter moet naleven. Men heeft een oordelend vermogen en afspraken moeten gerespecteerd worden, maar dit kan veranderen naargelang de context. Er wordt rekening gehouden met de complexiteit van de situatie. Om bijvoorbeeld een berg te beklimmen, moet men over een grasveld, maar dit is echter pas gezaaid. De regel luidt dat men het gras niet met zijn schoenen mag betreden. Volgens fase 4 zou men deze regel strikt volgen en dus het gras helemaal niet betreden, ongeacht de omstandigheden. In fase 5 bekijkt iemand de situatie breder: men beseft dat de regel er is om het gras te beschermen, maar ook dat het doel, de berg beklimmen, waardevol kan zijn. Men zoekt dan naar een oplossing die recht doet aan beide belangen. Er wordt bijvoorbeeld besloten alleen over het gras te lopen als dat echt nodig is voor het beklimmen van de berg.
Fase 6. Men leeft volgens zijn eigen principes, ook als die tegen regels ingaan.
Iemands persoonlijk geweten heeft de grootste doorslag. Wat slecht is, zal men afkeuren, ook al heeft dit gevolgen. Iemand werkt bijvoorbeeld bij een verzekeringsmaatschappij. De burgers staken omdat het verzekeringssysteem de armsten van de bevolking niet voorziet van een sociaal vangnet. Iemand is het hier niet mee eens dus loopt hij mee in de staking, ook al weet hij dat deze actie consequenties heeft voor zijn carrière. Alles wat men doet staat in functie van de universele waarden. Men voelt zich innerlijk gedwongen deze waarden te realiseren.

## Kritiek
Op de theorie van Kohlberg is ook kritiek. Zo zou Kohlberg weinig rekening gehouden hebben met cultuur, opvoeding of andere invloeden van buitenaf. Ook zaken zoals emoties, gewoontes en taal komen bijna niet aan bod. De belangrijkste kritiek kwam van feministische kant. Carol Gilligan vond dat Kohlberg in zijn abstracte idee van rechtvaardigheid geen ruimte liet voor gevoelens zoals zorg, medeleven en verantwoordelijkheid voor anderen. Volgens haar zijn juist die gevoelens minstens zo belangrijk voor moreel gedrag als rechtvaardigheid. Aangezien Kohlbergs theorie zich alleen zou richten op het denken en redeneren over morele kwesties, en dus niet op bijvoorbeeld gevoelens, wordt gesproken van moreel denken en niet van volledige morele ontwikkeling.